# Harry Hines Woodring
Harry Hines Woodring (Elk City, 31 maggio 1890 – Topeka, 9 settembre 1967) è stato un politico statunitense.

## Biografia
Nato nello Stato del Kansas, ne divenne 25º governatore il 12 gennaio 1931 e conservò tale carica fino al 9 gennaio 1933. Fu il cinquantatreesimo segretario alla Guerra degli Stati Uniti, sotto il presidente degli Stati Uniti d'America Franklin D. Roosevelt (32º presidente). Varò una politica di ostilità nei confronti delle Potenze dell'Asse: nel maggio del 1938 ammonì infatti la Germania, il Giappone e l'Italia asserendo che "se le dittature vanno troppo in là nelle loro pressioni sulle Nazioni democratiche ne risulterà la guerra"; per questo, auspicò e proclamò un programma di riarmo statunitense.
Tuttavia all scoppio della seconda guerra mondiale fu un rigoroso neutralista, tanto che vari esponenti del governo di Washington gli chiesero di dimettersi e fecero pressioni sul presidente affinché lo silurasse. Quest'ultimo gli affiancò nel dicastero il diplomatico Louis A. Johnson, fortemente interventista: presto nacquero dei contrasti tra lui e Woodring, tanto che dopo poco tempo i due non si rivolsero più la parola. Il 20 giugno 1940, con la Francia ormai sconfitta, Roosevelt si decise a sostituire Woodring con il repubblicano Henry L. Stimson, interventista.
Questo licenziamento fu fatale alla carriera politica di Woodring, che nel 1946 si ricandidò nuovamente alla carica di governatore del Kansas, uscendo sconfitto; ci riprovò dieci anni dopo, ma stavolta non vinse nemmeno alle primarie del partito. Alla sua morte il corpo venne seppellito al Mount Hope Cemetery a Topeka, Kansas.